# Cesc Fàbregas
Francesc Fàbregas Soler (IPA: ['sɛsk 'faβɾəɣəs su'ɫeʁ̞], sinh ngày 4 tháng 5 năm 1987 ở Arenys de Mar, Catalunya, Tây Ban Nha), hay thường gọi là Cesc Fàbregas là cựu cầu thủ bóng đá người Tây Ban Nha, hiện đang là huấn luyện viên cho câu lạc bộ Como U19 and B tại Serie B.
Fàbregas đã bắt đầu sự nghiệp của mình làm một học viên tại FC Barcelona nhưng anh đã được ký hợp đồng với Arsenal vào tháng 7 năm 2003. Anh không nổi bật lắm trong mùa giải đầu tiên cho "the Gunners", nhưng sau khi các tiền vệ trung tâm của đội bóng bị chấn thương trong mùa giải 2004–2005, thời gian chơi bóng của anh tăng lên. Ở Arsenal anh có cơ hội thể hiện tài năng ở vị trí tiền vệ cánh phải, một vị trí không phải là sở trường của mình. Và dĩ nhiên là từ khi có sự xuất hiện của Aleksandr Hleb, Cesc đã chơi ở vị trí ấy ít hơn. Trở về Barcelona năm 2011 với mức giá gần 30 triệu bảng, đã có những thông tin lo ngại cho một vị trí chính thức của Xavi đệ nhị khi anh sẽ phải cạnh trong cho suất hàng tiền vệ 3 người thi đấu rất ăn ý và không thể thay thế là Xavi - Iniesta - Busquets. Tuy nhiên, Pep Guardiola cho thấy ông có cái lý riêng khi một mực đòi đưa bằng được Cesc Fàbregas về sân Nou Camp. Pep Guardiola đẩy Fàbregas lên đá vị trí tiền đạo ảo (vị trí của chính Lionel Messi) hoặc tiền đạo chạy cánh và thành công ở mức chấp nhận. Fàbregas có thể nói thông thạo 4 thứ tiếng: tiếng Anh, tiếng Pháp, tiếng Tây Ban Nha và tiếng Catalunya.
Anh đã phá vỡ nhiều kỷ lục của câu lạc bộ và bắt đầu nổi danh là một cầu thủ có năng khiếu kỹ thuật, có khả năng chuyển bóng xuất sắc và là một cầu thủ chính trong đội hình của Arsenal. Trong bóng đá quốc tế, sự nghiệp của cầu thủ đội tuyển Tây Ban Nha này đã bắt đầu từ lúc trẻ, tham gia đội U-17 trong giải Giải vô địch bóng đá U-17 thế giới 2003 ở Phần Lan. Nhờ thi đấu tốt, anh đã được chọn vào đội tuyển lớn tuổi hơn và chơi trong World Cup 2006. Năm 2006, Fàbregas đã ký hợp đồng lâu dài với thời gian 8 năm với Arsenal. Cùng năm đó, anh dành danh hiệu Golden Boy (giải thưởng dành cho cầu thủ dưới 21 tuổi xuất sắc nhất năm). Fàbregas cũng là một thành viên của đội tuyển Tây Ban Nha vô địch Euro 2008, World Cup 2010 và Euro 2012. Trong trận chung kết World Cup 2010, anh là người đã kiến tạo cho Andrés Iniesta ghi bàn thắng duy nhất của trận đấu giúp Tây Ban Nha đăng quang.

## Sự nghiệp cầu thủ

### Arsenal

#### Mùa giải 2005–06
Vào đầu mùa giải này, đội trưởng của Arsenal lúc đó là Patrick Viera đã quyết định chuyển đến đầu quân cho Câu lạc bộ Juventus ở Ý, và người mà Arsene Wenger nhắm đến để lấp lại lỗ hổng này chính là Fàbregas (lúc đó mới 18 tuổi). Trong giai đoạn đầu mùa này, Arsenal đã chơi rất tệ so với những năm trước và họ sớm bị Chelsea bỏ xa trên bảng xếp hạng Premier League. Tất cả mọi người đều cho kết quả tồi tệ này là do Fàbregas không thể mặc vừa chiếc áo của Viera để lại mặc dù cậu đã có một bàn thắng trong trận tranh Community Shield với Chelsea. Mùa giải cứ theo thời gian mà trôi đi, Arsenal coi như đã bị loại khỏi cuộc đua tới ngôi vô địch Premier League khi họ bị Chelsea bỏ cách đến 20 điểm tính đến hết vòng 17. Mùa giải trắng tay đã rất gần, tuy nhiên bước ngoặt đã đến ở vòng 1/16 UEFA Champions League, khi Arsenal vượt qua Real Madrid ngay tại Santiago de Bernabeu, trong một trận đấu mà Fàbregas đã chơi cực hay và đóng góp to lớn vào chiến thắng đó. Tiến vào vòng tứ kết, Fàbregas có cơ hội gặp lại người đàn anh Viera khi đối thủ của Arsenal chính là Juventus. Thật bất ngờ khi các đồng đội trẻ trung của Fàbregas đã vượt qua Juventus già giơ của Viera một cách thuyết phục, riêng Fabregas đã ghi được một bàn trong chiến thắng 2-0 ở Highbury. Sau kết quả này, Arsenal đã tiến thẳng vào trận chung kết, mặc dù thất bại trước FC Barcelona nhưng mùa giải năm đó vẫn được xem là bước ngoặt của Fàbregas đối với sự nghiệp của anh. Cũng trong năm 2006 này, Fàbregas đã lần đầu được triệu tập vào đội tuyển quốc gia Tây Ban Nha dự FIFA World Cup 2006

#### Mùa giải 2006–07
Trở lại từ đội tuyển quốc gia sau FIFA World Cup 2006, Fàbregas đã bước vào mùa giải mới một cách rất ấn tượng khi anh ghi 2 bàn vào lưới Dinamo Zagreb trong khuôn khổ vòng sơ loại UEFA Champions League. Nhưng mùa giải năm đó thực sự là một cơn ác mộng với Arsenal của Fàbregas khi họ một lần nữa bị loại khỏi cuộc đua tới ngôi vô địch một cách nhanh chóng. Không những vậy, đội bóng của Fàbregas còn lần lượt bị mất ba danh hiệu liên tiếp chỉ sau chưa đầy một tháng sau những trận thua trước Chelsea ở chung kết Cúp Liên đoàn Anh, Blackburn Rovers ở Cúp FA và PSV ở UEFA Champions League. Dù vậy, tài năng của Fàbregas vẫn được tôn vinh bằng các danh hiệu cá nhân như Cầu thủ xuất sắc nhất tháng một của English Premiership, có tên trong đội hình tiêu biểu của UEFA hay giải thưởng Bravo Awards dành cho cầu thủ trẻ xuất sắc nhất châu Âu...

#### Mùa giải 2007–08
Sau hai mùa giải trắng tay liên tiếp, đội trưởng Thierry Henry đã thất vọng và rời bỏ đội bóng để đến với câu lạc bộ đã đánh bại Arsenal trong trận chung kết UEFA Champions League một năm trước đó là FC Barcelona. Trọng trách vực dậy Arsenal ngày càng đè nặng lên những người còn lại, trong đó có Fàbregas. Tuy nhiên chính bản thân anh cũng bị các câu lạc bộ lớn như Real Madrid, AC Milan, Barcelona,... mời chào bằng những hợp đồng hấp dẫn nhưng huấn luyện viên Arsene Wenger không chấp nhận điều này. Ông quyết giữ Fàbregas lại để tái thiết lại đội bóng. Không phụ lòng người thầy, Fàbregas đã chơi cực kì bùng nổ và đưa Arsenal liên tiếp dẫn đầu Premier League ở giai đoạn đầu mùa. Trên đấu trường UEFA Champions League, Arsenal cũng chơi rất ấn tượng khi huỷ diệt Slavia Prague tới 7-0 ở lượt trận thứ 3. Cuối năm 2007, Fàbregas suýt nữa đã lọt vào Top 3 Cầu thủ xuất sắc nhất thế giới và chỉ bị loại vào phút chót bởi Lionel Messi của FC Barcelona. Bước qua thời gian bùng nổ đó, Fàbregas và các đồng đội dần trở lại mặt đất. Sự xuống dốc bắt đầu xuất hiện bằng việc Fàbregas không có nổi một bàn thắng trong 16 trận liên tiếp ở Premier League và nó thể hiện rõ nhất từ cuối tháng 2 cho đến đầu tháng 4 năm 2008. Trong quãng thời gian này, Arsenal chỉ thắng được 1/7 trận tại Premier League và tuột xuống vị trí thứ 3. Ở đấu trường châu Âu, Fàbregas cũng không thể giúp Arsenal lọt vào trận đấu cuối cùng. Họ chỉ vào tới tứ kết rồi bị Liverpool loại với tổng tỉ số là 5-3 để rồi trắng tay mùa thứ ba liên tiếp.

#### Mùa giải 2008–09

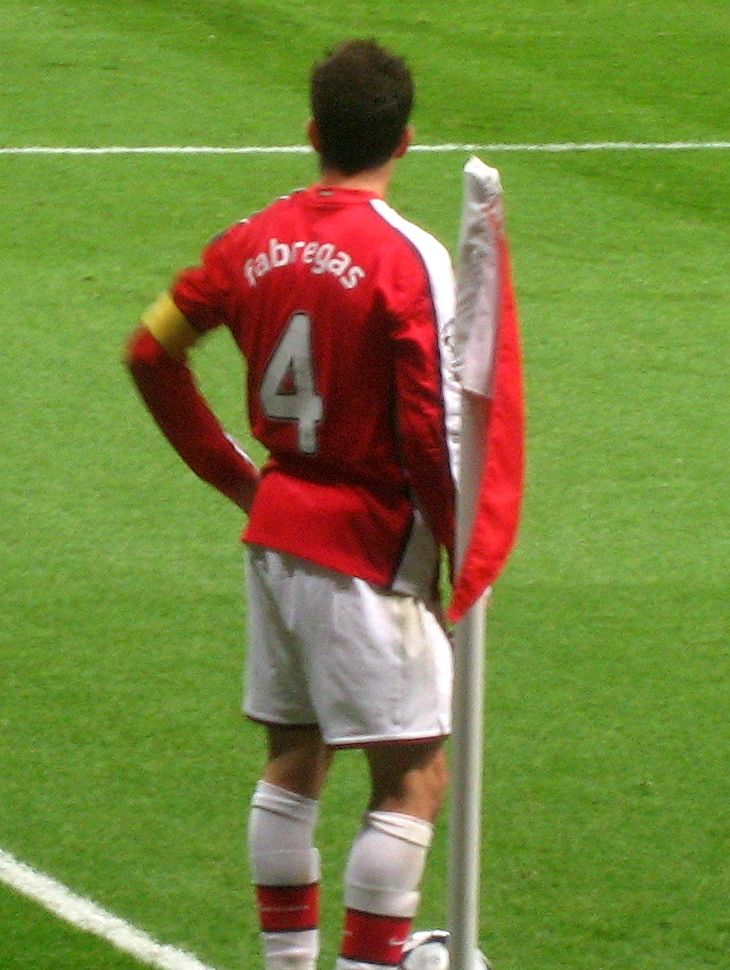
Fabregas là đội trưởng của Arsenal từ mùa bóng 2008–09.

Trong hai trận đấu ở đầu mùa, Fàbregas đã phải vắng mặt vì một chấn thương nhưng sau đó anh đã trở lại trong chiến thắng 3-0 trước Newcastle United tại Premier League. Ở những trận đấu tiếp theo, Fàbregas đã phải cày ải liên tục cho cả đội tuyển quốc gia Tây Ban Nha lẫn cho cả Arsenal. Điều này đã làm Fàbregas tỏ ra quá tải, anh không còn chơi nổi bật như cùng kì mùa giải trước. Chính vì vậy Arsenal đã thể hiện một phong độ rất thất thường: sau mười bốn vòng, họ đã thua tới 5 trận trước những đối thủ làng nhàng như Fulham, Stoke City, Hull City,... Nội bộ Arsenal cũng trở nên lục đục sau trận hoà 4-4 trước Tottenham Hotspur. Tinh thần đội bóng sau đó xuống dốc thảm hại. Sau đó đội trưởng William Gallas đã công khai tiết lộ những chuyện không hay của nội bộ đội bóng trước báo giới và kết quả là anh này ngay lập tức bị tước băng đội trưởng của Arsenal. Ở trận đấu diễn ra cùng ngày (22/11/08), Arsenal thua tan tác trên sân của Manchester City với tỉ số 3-0 trong trận đấu mà Fàbregas bị treo giò vì nhận đủ năm thẻ vàng. Cuối cùng sau bao nhiêu lời đồn đại, Fàbregas đã chính thức được huấn luyện viên Arsene Wenger trao cho chiếc băng đội trưởng của Arsenal và anh lần đầu tiên dẫn đầu các pháo thủ bước ra khỏi đường hầm sân vận động trong trận đấu với Dinamo Kiev vào ngày 26/11/08. Trận đấu đó đã kết thúc với chiến thắng 1-0 cho Arsenal. Fàbregas chính là người đã chuyền đường bóng quyết định cho Nicklas Bendtner ghi bàn duy nhất của trận đấu.
Thật không may cho Fàbregas, chỉ một tháng sau, anh đã dính một chấn thương nghiêm trọng sau khi va chạm với người đồng hương Xabi Alonso của Liverpool. Điều đó đồng nghĩa với việc Cesc đã phải nghỉ thi đấu bốn tháng.

#### Mùa giải 2009–10

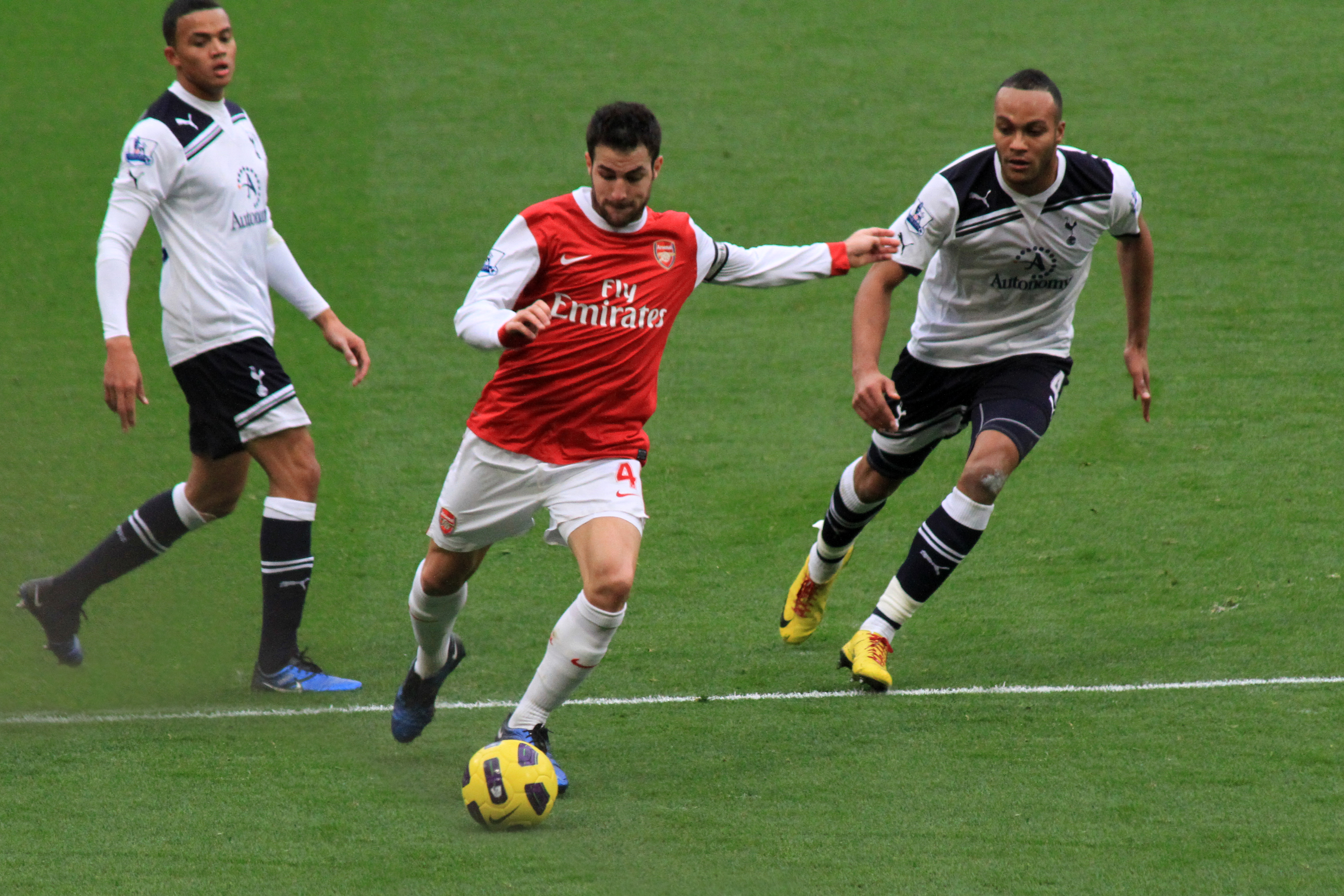
Fàbregas trong trận đấu với kình địch Tottenham vào tháng 11 năm 2010.

Trong trận đấu mở màn mùa giải 2009–10 , Fàbregas đã ghi một cú đúp và thực hiện hai pha kiến tạo trong chiến thắng 6–1 trên sân khách của Arsenal trước Everton. Arsenal tiếp tục đảm bảo suất tham dự chiến dịch Champions League 2009–10 bằng cách đánh bại Celtic hai lượt đi, nhưng động lực đầu mùa của họ bị gián đoạn bởi những trận thua liên tiếp trước Manchester United và Manchester City. Đội bóng đã phục hồi mạnh mẽ sau thất bại này, và với việc Fàbregas đang ghi bàn và kiến tạo cho các đồng đội của mình, họ đã bất bại trong 13 trận tiếp theo. Mặc dù phải chịu bốn trận thua trước khi giai đoạn giữa mùa giải đến gần, nhưng Arsenal vẫn dẫn đầu bảng xếp hạng sau 22 trận. Vào ngày 31 tháng 3 năm 2010, trong trận lượt đi tứ kết Champions League với Barcelona, Fàbregas bị gãy chân trước khi ghi bàn thắng gỡ hòa trong trận đấu kết thúc với tỷ số 2–2. Arsenal, đội kém đội đầu bảng Manchester United bốn điểm, đã bị tước băng đội trưởng trong sáu trận đấu còn lại của mùa giải;  Sau đó, họ bị Barcelona loại ở Champions League, và bị loại khỏi cuộc đua vô địch giải đấu. Fàbregas sau đó được đặt tên cho Đội hình PFA của năm.

#### Mùa giải 2010–11

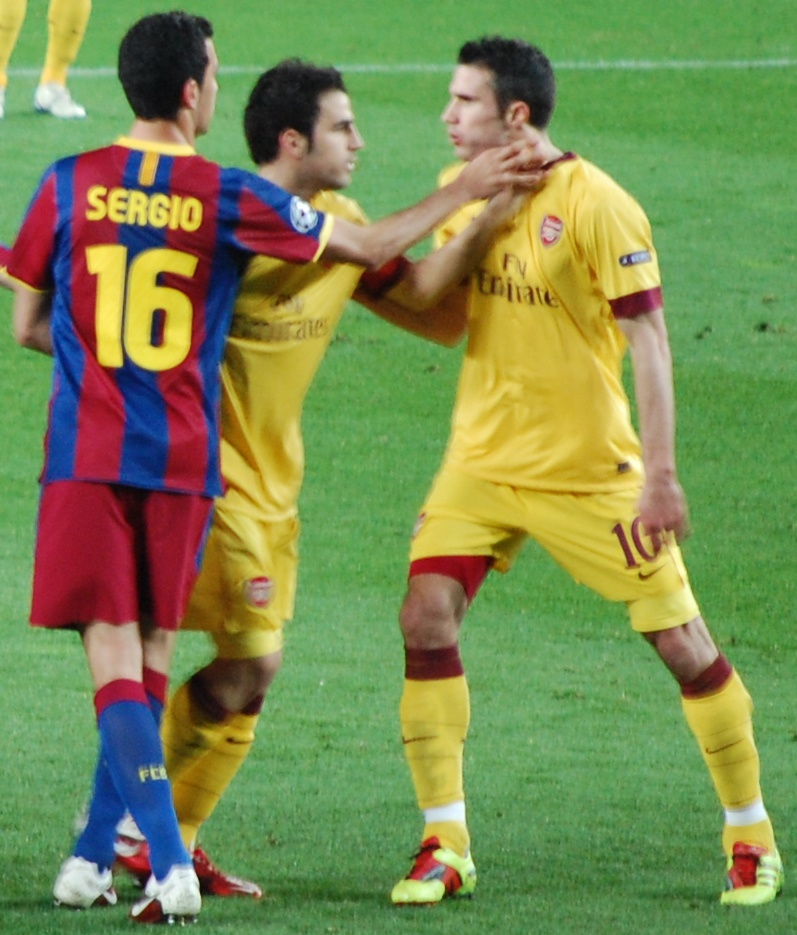
Fàbregas cố gắng kìm nén một cuộc tranh cãi giữa Sergio Busquets và Robin van Persie.

Trước khi mùa giải 2010–11 bắt đầu, một lần nữa giới truyền thông đồn đoán dữ dội về tương lai của cầu thủ người Tây Ban Nha, và vào tháng 6 năm 2010, lời đề nghị trị giá 35 triệu euro từ Barcelona đã bị từ chối. Mùa giải 2010–11 hóa ra là một mùa giải cực kỳ cạnh tranh ở Premier League; mặc dù Arsenal đã thua năm trận trước giữa mùa giải, họ đang phải cạnh tranh vị trí cực tốt với Manchester United và Manchester City. Vào cuối tháng Hai, Arsenal vẫn đang tranh nhau tứ kết, nhưng trong vòng hai tuần, họ đã thua trong trận chung kết Cúp Liên đoàn, bị loại bởi Barcelona ở vòng 16 đội Champions League, và bị đánh bại ở Tứ kết FA Cup. Dù Fàbregas không góp mặt trong trận Chung kết Cúp Liên đoàn, nhưng đường chuyền đánh gót không đúng chỗ của anh trong trận lượt về Champions League với Barcelona đã giúp họ san bằng tỷ số chung cuộc. Arsenal tiếp tục tranh chức vô địch cho đến khi một loạt trận hòa trong phần ba cuối cùng của mùa giải khiến họ tụt lại quá xa so với đội đầu bảng Manchester United; họ đã kết thúc mùa giải thứ tư. Mùa giải sau đó một lần nữa được đánh dấu bởi sự không chắc chắn. Barcelona đã đưa ra một số đề nghị mua Fàbregas, trong khi Nasri, ngôi sao của Arsenal trong mùa giải trước, đã được Manchester City chào mời.

### FC Barcelona

#### Mùa giải 2011–12

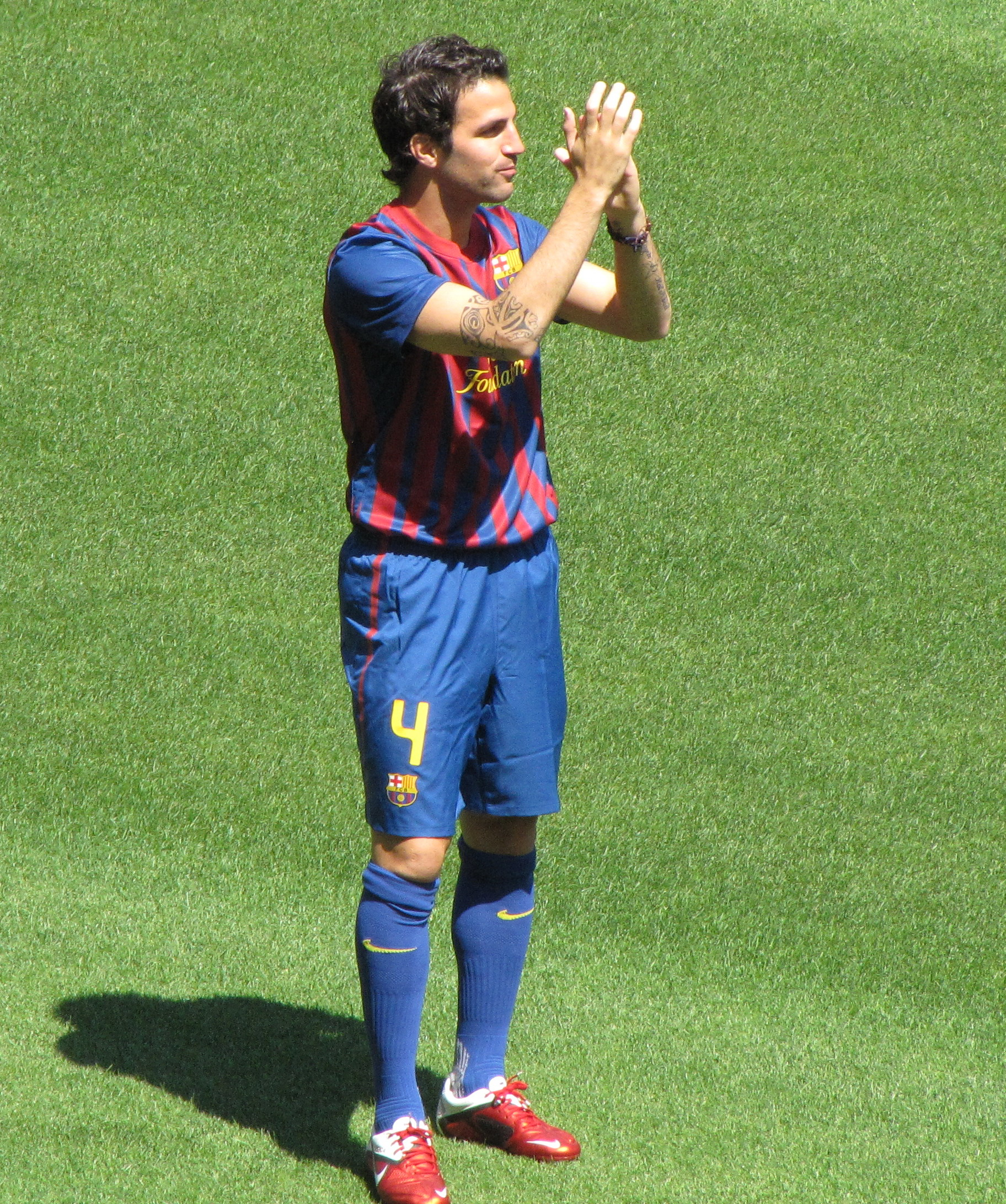
Fàbregas ra mắt Barcelona năm 2011.

Vào ngày 15 tháng 8 năm 2011, Barcelona đã ký hợp đồng với Fàbregas với mức phí ban đầu là 29 triệu euro và thêm 5 triệu euro nữa, cộng với việc Fàbregas sẽ trả cho Arsenal 1 triệu euro mỗi năm từ mức lương của anh ấy trong 5 năm, kết thúc một trong số các saga chuyển nhượng kéo dài nhất trong thời gian gần đây. Thống kê cho thấy trong 5 năm trước khi Fàbregas rời Arsenal, Fàbregas đã tạo ra 466 cơ hội ghi bàn, thực hiện 86 pha kiến tạo và ghi 48 bàn, cả ba thống kê này đều đứng đầu so với những người đồng đội mới Xavi và Andrés Iniesta, mặc dù cả hai đều ra sân nhiều hơn cùng kỳ.
Fàbregas đã gia nhập một đội bóng đã giành được ba chức vô địch La Liga liên tiếp và hai chức vô địch Champions League trong ba năm, và một trong đó có sự góp mặt của những cái tên như Lionel Messi, Xavi, Andrés Iniesta và David Villa. Anh có trận ra mắt trong trận lượt về Supercopa de España, vào sân thay người trong trận gặp Real Madrid. Fàbregas rút thẻ đỏ ở phút 90+4 sau khi trở thành mục tiêu của một pha vào bóng nguy hiểm từ Marcelo. Barcelona thắng chung cuộc 3–2 và 5–4.  Anh ấy ghi bàn thắng đầu tiên trong chiến thắng 2–0 trước Porto khi Barcelona giành Siêu cúp UEFA 2011, và bàn thắng đầu tiên của anh ấy trong trận ra mắt giải đấu, chiến thắng 5–0 trên sân nhà trước Villarreal. Anh tiếp tục ghi thêm ba bàn thắng nữa trong tháng 9, bao gồm bàn gỡ hòa muộn trong trận hòa 2–2 trên sân khách trước Valencia.
Fàbregas sau đó đã phải ngồi ngoài phần lớn tháng 10 vì chấn thương gân khoeo khi làm nhiệm vụ quốc tế.  Anh trở lại và ghi bàn trong chiến thắng 4–0 trước Viktoria Plzeň tại Champions League. Sau đó, anh trở lại giải đấu trong trận hòa 2–2 trước Athletic Bilbao , ghi một bàn thắng trong cùng một trận đấu. Fàbregas sau đó lập một cú đúp trong chiến thắng 5–0 trên sân nhà trước Levante trước khighi bàn trong chiến thắng 3–1 trên sân khách trước Real Madrid. Fàbregas sau đó ghi bàn vào lưới câu lạc bộ Brazil Santos để giúp Barcelona giành chiến thắng 4–0 tại FIFA Club World Cup 2011.
Fàbregas có thêm một cú đúp trong chiến thắng 4–0 trước Osasuna ở Copa del Rey. Anh cũng ghi bàn trong trận bán kết với Valencia để giúp Barcelona vào chung kết với chiến thắng chung cuộc 3–1. Anh ấy tiếp tục thi đấu thường xuyên trong màu áo Barcelona trong phần còn lại của mùa giải, bao gồm cả việc xuất hiện trong cả hai trận bán kết trong trận thua chung cuộc 3–2 trước Chelsea tại Champions League,  và vào sân thay người, xuất hiện trong chiến thắng 3–0 trước Athletic Bilbao trong trận chung kết Copa del Rey.
Fàbregas kết thúc mùa giải đầu tiên của mình tại Barcelona bằng chức vô địch Copa del Rey 2011–12, Supercopa de España 2011, UEFA Super Cup 2011 và FIFA Club World Cup 2011, ghi được 15 bàn thắng và 20 pha kiến tạo trong 48 lần ra sân và bốn giải thưởng tiền vệ xuất sắc nhất.

#### Mùa giải 2012–13
Fàbregas đã chấm dứt cơn hạn hán bàn thắng kéo dài cho câu lạc bộ của mình khi anh ghi bàn thắng đầu tiên ở giải đấu mùa này với cú đúp vào lưới Sevilla trong chiến thắng 3–2 trên sân khách. Sau đó, anh ghi ba bàn trong tháng 10, ở giải VĐQG, Champions League và Copa del Rey . Anh ghi bàn một lần nữa vào ngày 25 tháng 11 trong chiến thắng 4–0 trước Levante. Vào ngày 13 tháng 1 năm 2013, Fàbregas ghi bàn trong chiến thắng 3-1 trước Málaga . Fàbregas ghi hat-trick đầu tiên trong sự nghiệp vào lưới Mallorca trong chiến thắng 5–0 vào ngày 6 tháng 4 năm 2013. Anh kết thúc mùa giải thứ hai tại Barcelona bằng chức vô địch đầu tiên .trong sự nghiệp của mình, với kỷ lục 100 điểm. Tuy nhiên, Barcelona đã bị loại trong trận bán kết của cả Copa del Rey, với các đối thủ Real Madrid và Champions League, với đội chiến thắng Bayern Munich. Fàbregas kết thúc mùa giải với 14 bàn thắng và 12 đường kiến tạo trong 48 lần ra sân trên mọi đấu trường.

#### Mùa giải 2013–14
Barcelona đã bắt đầu mùa giải bằng chiến thắng Supercopa de España . Trong trận mở màn mùa giải vào ngày 18 tháng 8, Fàbregas đã có 5 pha kiến tạo trong chiến thắng 7–0 trước Levante .  Anh ghi 8 bàn sau 36 trận đấu tại giải đấu, bao gồm các bàn thắng trong các trận thắng trên sân khách trước Granada vào ngày 10 tháng 11 và Getafe vào ngày 22 tháng 12, sau đó bao gồm cả một quả phạt đền. Anh cũng ghi bàn thắng duy nhất của trận đấu vào ngày 1 tháng 10 khi Barcelona giành chiến thắng trên sân khách Celtic ở vòng bảng Champions League, nhờ đường chuyền của Alexis Sánchez ở phút 73.

### Chelsea

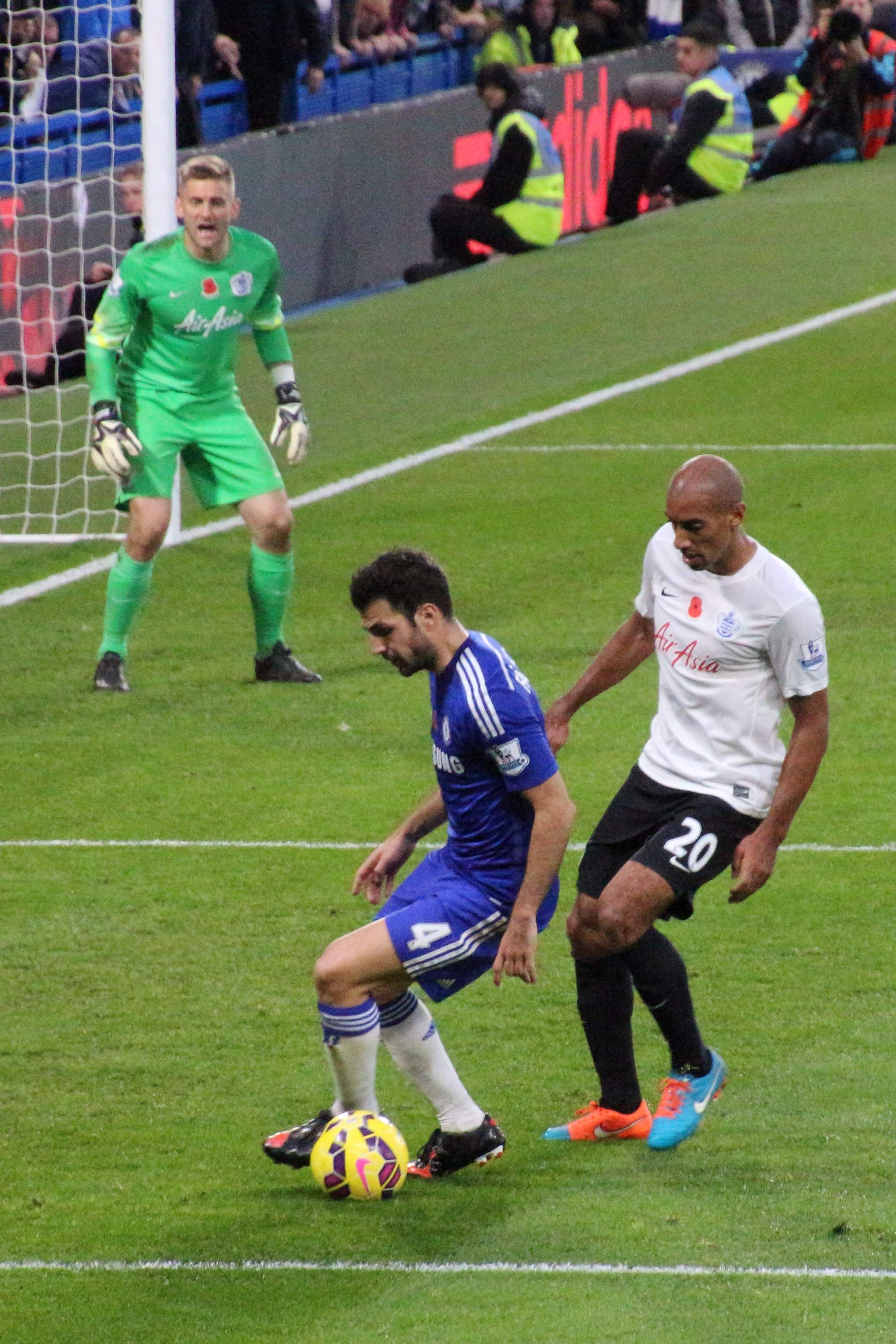
Fàbregas trong trận đấu với Karl Henry của Queens Park Rangers vào tháng 11 năm 2014.

Vào ngày 12 tháng 6 năm 2014, câu lạc bộ Premier League Chelsea đã ký hợp đồng 5 năm với Fàbregas với mức phí trong khu vực là 33 triệu euro. Sau khi chuyển nhượng, anh ấy đã mang chiếc áo số 4, trước đó đã được mặc bởi David Luiz. Fàbregas nói về vụ chuyển nhượng của mình, nói rằng, "Tôi đã yêu cầu Barcelona tìm cách để tôi rời câu lạc bộ. Chủ tịch đã cố gắng ngăn chặn thương vụ mua bán, nhưng tôi đã quyết định." Anh ấy tiếp tục nói: "Nếu tôi không nghĩ rằng mình sẽ hạnh phúc ở Chelsea, tôi đã không bao giờ đưa ra quyết định này. Trên tất cả, tôi muốn hạnh phúc cả về chuyên môn và cá nhân."

#### Mùa giải 2014–15
Fàbregas có trận ra mắt thi đấu cho Chelsea vào ngày 18 tháng 8 khi đội bắt đầu mùa giải giải đấu trên sân khách trước Burnley; anh ấy đã chơi trọn vẹn 90 phút trong chiến thắng 3–1, cung cấp hai đường kiến tạo. Anh được đề cử cho giải Cầu thủ xuất sắc nhất tháng của Premier League vào tháng 8 năm 2014, với giải thưởng này sẽ thuộc về một bản hợp đồng mới khác của Chelsea, Diego Costa. Vào ngày 13 tháng 9 năm 2014, sau khi cung cấp hai pha kiến tạo trong chiến thắng 4–2 của Chelsea trước Swansea City, Fàbregas trở thành cầu thủ đầu tiên trong lịch sử Premier League ghi ít nhất một pha kiến tạo trong sáu trận liên tiếp; bốn dưới thời Chelsea và hai dưới Arsenal trong mùa giải 2010–11. Bốn ngày sau, anh ghi bàn thắng đầu tiên cho câu lạc bộ, mở ra trận hòa 1-1 trên sân nhà trước Schalke 04 trong trận đấu đầu tiên của Chelsea ở vòng bảng Champions League.
Bàn thắng đầu tiên của anh ấy cho Chelsea đã giúp họ giành chiến thắng 2-1 trước Crystal Palace vào ngày 18 tháng 10, vượt qua 19 đường chuyền. Fàbregas cũng hoàn thành 123 đường chuyền, nhiều nhất đối với bất kỳ cầu thủ nào ở hai bên. Vào ngày 10 tháng 12, khi Chelsea đã vượt qua vòng loại trực tiếp với tư cách là đội giành chiến thắng trong bảng, Fàbregas đã ghi bàn từ quả phạt đền ở phút thứ tám để mở ra chiến thắng 3–1 tại Champions League trước Sporting CP. Mười hai ngày sau, anh ghi bàn thắng thứ hai tại giải đấu do Eden Hazard lập công và kết thúc chiến thắng 2–0 trước Stoke.
Fàbregas đã được đeo mặt nạ bảo vệ sau khi bị gãy mũi trong một vụ va chạm với Charlie Adam trong trận đấu ngược lại vào ngày 4 tháng 4. Tám ngày sau, anh ghi bàn thắng duy nhất của trận đấu ở phút 88 trong chiến thắng trước Queens Park Rangers tại Loftus Road. Vào ngày 3 tháng 5, một ngày trước sinh nhật lần thứ 28, anh giành chức vô địch Premier League đầu tiên ở lần thử thứ chín, sau chiến thắng 1–0 trên sân nhà trước Crystal Palace. Trong trận đấu áp chót của mùa giải, trên sân khách của The Hawthorns với West Bromwich Albion, Fàbregas đã phải nhận thẻ đỏ và bị người hâm mộ la ó vì cố tình đá bóng vào đầu Chris Brunt trong khi các cầu thủ nói chuyện với trọng tài Mike Jones. Khi kháng cáo, án treo giò vì thẻ đỏ này đã được cắt từ ba trận xuống còn một trận.

#### Mùa giải 2015–16
Fàbregas ghi bàn thắng đầu tiên trong mùa giải vào ngày 16 tháng 9, khi Chelsea đánh bại Maccabi Tel Aviv 4–0 tại Champions League. Anh, Costa và Oscar đã bị đám đông chế nhạo vào tháng 12 sau khi Mourinho bị sa thải, với những người ủng hộ tin rằng hành vi của bộ ba và màn trình diễn kém cỏi là nguyên nhân dẫn đến phong độ tệ hại của đội. Bàn thắng đầu tiên của anh ấy là trong trận hòa 3–3 trên sân nhà trước Everton vào ngày 15 tháng 1 năm 2016 và bàn thắng thứ hai của anh ấy là trong chiến thắng 2–1 trên sân khách trước Southampton vào ngày 27 tháng 2 năm 2016. Vào ngày 19 tháng 3 năm 2016, Fàbregas đã ghi một quả đá phạt cũng như một quả phạt đền trong trận hòa 2–2 trên sân nhà trước các đối thủ địa phươngWest Ham United. Fàbregas ghi bàn thắng cuối cùng trong mùa giải của Chelsea sau khi thực hiện thành công quả phạt đền trong trận hòa 1-1 trước nhà vô địch Premier League, Leicester City.

#### Mùa giải 2016–17
Fàbregas được cho là sẽ rời London sau khi anh không được thay thế trong trận mở màn Premier League 2016–17 trước West Ham. Vào ngày 20 tháng 8 năm 2016, Fàbregas một lần nữa được tung vào sân từ băng ghế dự bị trong trận gặp Watford , bước vào trận đấu ở hiệp hai để thay thế Nemanja Matić và kiến tạo cho Diego Costa, người ghi bàn ấn định chiến thắng 2-1. Trong cuộc họp báo sau trận đấu, Fàbregas đã nhận được lời khen ngợi của huấn luyện viên Conte, vì màn trình diễn đầy cảm hứng của anh ấy trong chiến thắng trở lại cũng như thái độ anh ấy thể hiện trong các buổi tập.  Hai bàn thắng đầu tiên trong mùa giải của Fàbregas là ở EFL Cup hòa với Leicester City vào ngày 20 tháng 9, cả hai đều đá với nhau trong vòng hai phút trong hiệp phụ để giành chiến thắng 4–2, chiến thắng đưa Chelsea đi tiếp vào Vòng 16.
Sau một tháng dài vắng mặt vì chấn thương, Fàbregas đã chơi trọn vẹn 90 phút trong trận đấu với U23 Chelsea trong trận đấu với U23 Southampton vào ngày 21 tháng 11 năm 2016. Trong trận đấu, anh đã cung cấp hai đường kiến tạo cho cầu thủ đồng đội một, Michy Batshuayi , và giúp kiếm được 3 bàn thắng. –2 chiến thắng.  Fàbregas chứng kiến trận đấu đầu tiên của anh ấy kể từ tháng 9 trong trận đấu với Manchester City vào ngày 3 tháng 12 năm 2016. Chelsea đang dẫn trước 1–0 khi Fàbregas chọn Diego Costa bằng một đường chuyền dài trong vòng cấm. Costa băng xuống dứt điểm cận thành để gỡ hòa.  Fàbregas vào sân từ băng ghế dự bị trong trận gặp West Bromwich Albionvào ngày 11 tháng 12 năm 2016 và ngay lập tức tạo ra một tác động đến trận đấu bế tắc, tìm thấy Diego Costa một lần nữa với một đường bóng dài dẫn đến bàn thắng. Vào ngày 14 tháng 12 năm 2016, Fàbregas đã dẫn dắt Chelsea giành chiến thắng thứ 10 liên tiếp tại giải đấu với bàn thắng đầu tiên trong mùa giải của anh ấy, ghi bàn ở phút 40 trước Sunderland. Trong lần thứ 5 khởi đầu mùa giải, vào ngày 31 tháng 12 năm 2016, Fàbregas ghi pha kiến tạo thứ 100 tại Premier League trong lần ra sân thứ 293 trong chiến thắng 4–2 trên sân nhà của Chelsea trước Stoke City; anh trở thành cầu thủ nhanh nhất trong lịch sử Premier League đạt được cột mốc này, với 74 lần ra sân ít hơn Ryan Giggs .
Vào ngày 4 tháng 2 năm 2017, Fàbregas đã ghi bàn vào lưới đội bóng cũ Arsenal khi anh cản phá được thủ môn Petr Cech và đưa bóng qua người anh. Anh ấy đã không ăn mừng bàn thắng vì tôn trọng câu lạc bộ cũ của mình. Vào ngày 25 tháng 2, Fàbregas đánh dấu lần ra sân thứ 300 tại Premier League với một bàn thắng và một pha kiến tạo khi Chelsea đánh bại Swansea City 3–1. Trong cùng trận đấu, anh cũng đạt được 102 pha kiến tạo ở Premier League, ngang bằng với Frank Lampard là cầu thủ kiến tạo nhiều thứ hai của giải đấu mọi thời đại.

#### Các mùa tiếp theo
Trong mùa giải 2017–18, Fàbregas đã có 49 lần ra sân trên mọi đấu trường, ghi ba bàn trong chiến dịch giúp Chelsea giành FA Cup trước Manchester United. Anh ấy đã chơi trọn vẹn 90 phút trong trận chung kết.
Fàbregas mở tài khoản cho mùa giải 2018–19, ghi bàn ấn định chiến thắng trước Derby County ở vòng 4 EFL Cup. The Blues giành chiến thắng 3–2 tại Stamford Bridge.

### Monaco
Vào ngày 11 tháng 1 năm 2019, Fàbregas ký hợp đồng với Monaco có thời hạn đến tháng 6 năm 2022. Vào ngày 13 tháng 1, Fàbregas ra mắt giải đấu trong trận hòa 1-1 trước Marseille. Vào ngày 2 tháng 2, Fabregas ghi bàn thắng đầu tiên trong mùa giải cho Monaco trong chiến thắng 2-1 trước Toulouse. Vào ngày 20 tháng 11 năm 2020, Fàbregas ghi bàn thắng quyết định cho Monaco trong chiến thắng 3–2 trước Paris Saint-Germain, đây là trận thắng đầu tiên của họ trước PSG kể từ tháng 8 năm 2016.

### Como
Vào ngày 1 tháng 8 năm 2022, Fàbregas được ra mắt với tư cách là cầu thủ mới của câu lạc bộ Serie B Como, ký hợp đồng hai năm.
Ngày 1 tháng 7 năm 2023, Cesc Fàbregas chính thức giã từ sự nghiệp thi đấu quốc tế sau 20 năm thi đấu chuyên nghiệp.

## Sự nghiệp quốc tế

### Đội tuyển trẻ
Mặc dù anh ấy thường xuyên ra sân cho đội tuyển bóng đá quốc gia Tây Ban Nha, sự nghiệp quốc tế của Fàbregas bắt đầu ở cấp độ trẻ. Tại giải FIFA U-17 World Cup được tổ chức ở Phần Lan, anh đã kết thúc với tư cách là vua phá lưới của giải đấu mặc dù chơi ở vị trí tiền vệ và được bầu chọn là Cầu thủ xuất sắc nhất của giải đấu. Tây Ban Nha về nhì tại giải đấu trước Brasil. Fàbregas tiếp theo tham gia vào Giải vô địch châu Âu UEFA U-17 năm 2004, nơi Tây Ban Nha cũng về nhì. Anh được FIFA bầu chọn là Cầu thủ vàng của giải đấu.

### Đội tuyển quốc gia
Sau khi nổi lên như một trong những cầu thủ quan trọng của Arsenal chỉ trong mùa giải thứ hai của anh ấy tại câu lạc bộ, không mất nhiều thời gian để Fàbregas được gọi vào đội hình một. Ghi nhận những màn trình diễn ấn tượng của anh ấy trong chiến dịch Champions League 2006 của Arsenal, huấn luyện viên Tây Ban Nha Luis Aragonés đã điền tên cầu thủ này vào đội trong trận giao hữu với Bờ Biển Ngà. Trong trận đấu đó, Fàbregas trở thành cầu thủ trẻ nhất khoác áo Tây Ban Nha trong 70 năm, đánh bại kỷ lục của Sergio Ramos. Anh ấy đã nhận được những đánh giá tích cực cho lần ra sân của mình, và đã tham gia vào việc xây dựng nên bàn thắng đầu tiên của Tây Ban Nha trong chiến thắng 3–2 trước Bờ Biển Ngà.

#### FIFA World Cup 2006
Vào ngày 15 tháng 5 năm 2006, Fàbregas được chọn vào đội tuyển Tây Ban Nha tham dự FIFA World Cup 2006. Trong suốt giải đấu, anh vào sân thay người ở hiệp hai trong hai trận đấu vòng bảng đầu tiên của Tây Ban Nha, đóng góp một pha kiến tạo cho tiền đạo Fernando Torres trong chiến thắng 3-1 trước Tunisia. Sau đó, anh bắt đầu cùng với các cầu thủ dự bị của Tây Ban Nha (bao gồm cả đồng đội của Arsenal khi đó là José Antonio Reyes) trong trận đấu vòng bảng thứ ba của Tây Ban Nha với Ả Rập Xê Út. Anh được đá chính trong trận đấu loại trực tiếp đầu tiên của Tây Ban Nha với Pháp, thay cho Marcos Senna, nhưng Tây Ban Nha thua 1–3. Fàbregas cũng trở thành cầu thủ trẻ nhất trong lịch sử bóng đá Tây Ban Nha tham dự World Cup khi vào sân thay cho Luis García sau 77 phút trong chiến thắng 4–0 trước Ukraine vào ngày 13 tháng 6 năm 2006; khi đó anh 19 tuổi 41 ngày. Sau đó anh được đề cử cho giải Cầu thủ trẻ Gillette của World Cup, nhưng Lukas Podolski của Đức đã giành được giải thưởng này.

#### UEFA Euro 2008

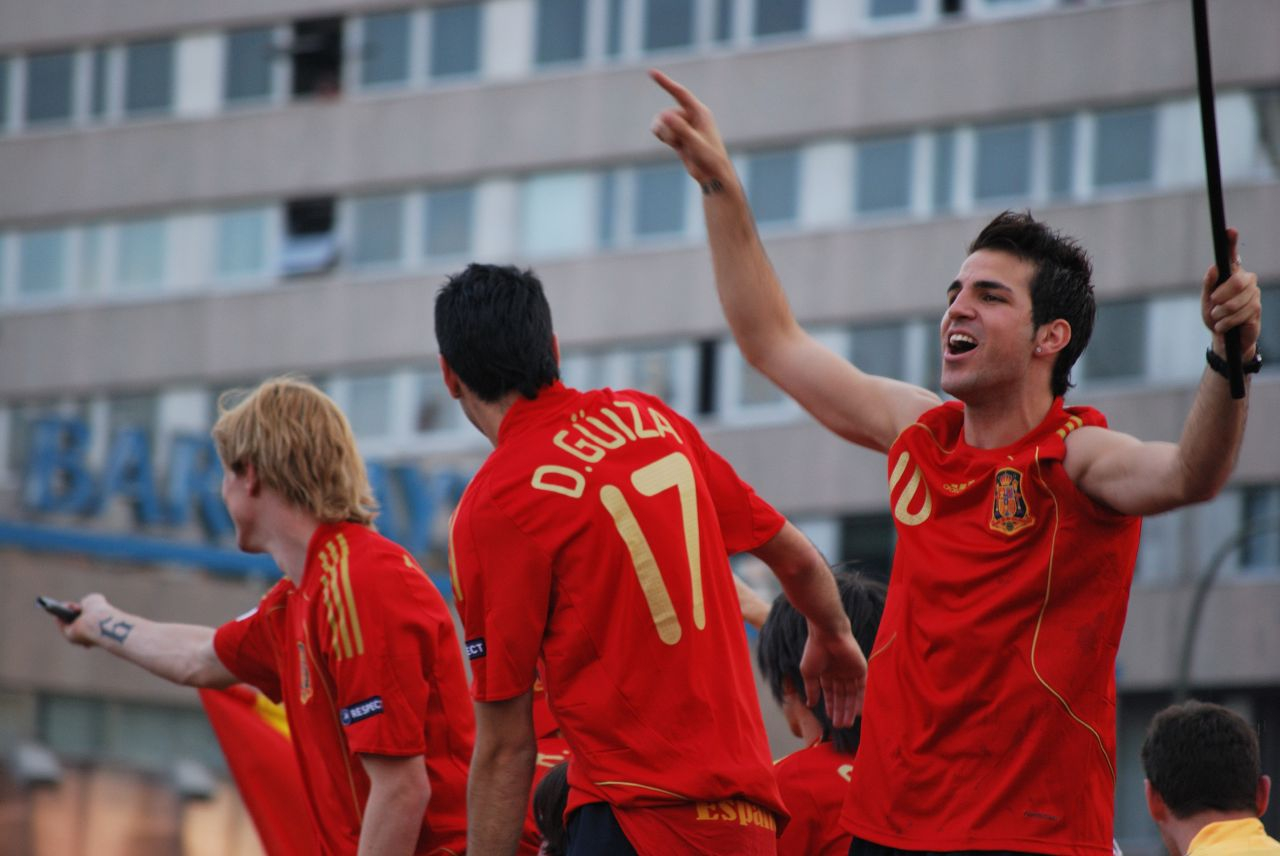
Fabregas ăn mừng chức vô địch Euro 08 cùng đồng đội

Ba mùa giải trắng tay liên tiếp cùng Arsenal làm cho Fabregas càng quyết tâm có một danh hiệu cùng đội tuyển. Quyết tâm này đã giúp anh được huấn luyện viên Luis Aragones tin tưởng giao cho vinh dự mang chiếc áo số mười của Tây Ban Nha. Tuy vậy "số mười" lại chỉ được sử dụng như một dự bị chiến lược cho cặp tiền vệ trung tâm chính thức Marcos Senna và Xavi Hernandez. Dù vậy nhưng trong trận ra quân, Fabregas dù vào sân từ băng ghế dự bị nhưng chính anh là người ấn định chiến thắng 4-1 cho Tây Ban Nha trước đội tuyển Nga,trước đó anh còn có một đường chuyền đê David Villa lập công. Vượt qua vòng loại, tuyển Tây Ban Nha của Fabregas bước vào trận bán kết gặp đội tuyển Ý, trận đấu phải bước vào loạt "đấu súng" cân não và Fabregas đã vượt qua nó bằng cách thực hiện thành công quả penalty quyết định đưa Tây Ban Nha vào bán kết để tái ngộ Nga. Một lần nữa, Fabregas lại vào sân từ băng ghế dự bị và tiếp tục chứng tỏ mình là một con bài chiến thuật của Luis Aragones. Anh chơi cực kì xuất sắc và đã có 2 đường chuyền giúp Daniel Guiza và David Silva lập công giúp Tây Ban Nha một lần nữa thắng đậm với tỉ số 3-0. Chấn thương của David Villa đã giúp Fabregas có cơ hội đá chính trong trận chung kết gặp Đức. Hơn 60 phút có mặt trên sân, Fabregas đã góp công vào chiến thắng lịch sử 1-0 và giúp Tây Ban Nha có chức vô địch châu Âu đầu tiên sau 44 năm chờ đợi. Fabregas đã được bầu chọn vào danh sách 23 cầu thủ tiêu biểu của giải đấu do UEFA bầu chọn.

#### FIFA Confederations Cup 2009
Sau khi vắng mặt vài tháng vì chấn thương, Fàbregas đã lấy lại được vị trí thường xuyên trong đội hình của Vicente del Bosque. Vào tháng 6, anh có tên trong đội cho FIFA Confederations Cup 2009. Anh ghi bàn thắng quốc tế thứ hai trong chiến thắng 5–0 trước New Zealand ở vòng bảng của giải đấu. Trong trận bán kết với Hoa Kỳ (mà Fàbregas xuất phát chính), Tây Ban Nha đã phải chịu thua sốc 0-2 và chuỗi 15 trận thắng của họ đã kết thúc.

#### FIFA World Cup 2010
Fàbregas đã được chọn vào danh sách 23 người của del Bosque cho FIFA World Cup 2010. Với việc del Bosque thích một tiền vệ xuất phát gồm Sergio Busquets, Xabi Alonso, Xavi và Andrés Iniesta, Fàbregas đã không xuất phát trong bất kỳ trận đấu nào của Tây Ban Nha trong giải đấu. Anh ấy được tung vào sân thay người ở 4 trong 7 trận của họ, trong đó Tây Ban Nha thua trận mở màn trước khi thắng 6 trận tiếp theo trên đường đến trận chung kết. Trong trận chung kết, Fàbregas đã lập công giúp Iniesta ghi bàn quyết định trong hiệp phụ để giúp Tây Ban Nha giành chức vô địch World Cup lần đầu tiên trong lịch sử.

#### UEFA Euro 2012

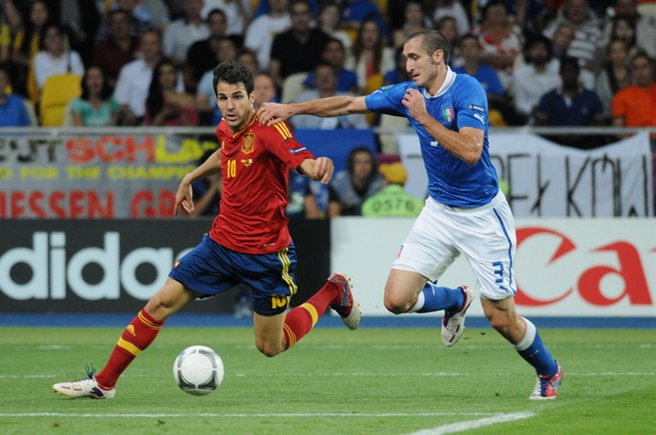
Fàbregas trong trận chung kết UEFA Euro 2012.

Fàbregas đã được chọn vào danh sách 23 người của del Bosque cho UEFA Euro 2012. Fàbregas xuất phát ở trung tâm hàng tiền đạo ba người trong sơ đồ 4–3–3 trước Ý trong trận mở màn bảng C của Tây Ban Nha, về cơ bản hoạt động như một sai lầm 9. Ở phút 64, anh ghi bàn gỡ hòa sau khi Ý vượt lên dẫn trước. ở phút thứ 61; trận đấu kết thúc với tỷ số hòa 1-1. Sau đó, anh ghi bàn thắng thứ hai của giải đấu trong trận đấu vòng bảng tiếp theo với Ireland, kết thúc với chiến thắng 4–0 trước Tây Ban Nha. Khi Tây Ban Nha đối đầu với Bồ Đào Nha trong trận bán kết và trận đấu vẫn không có bàn thắng ở cuối hiệp phụ, Fàbregas ghi bàn thắng quyết định trên chấm luân lưu khi Tây Ban Nha thắng 4–2. Trong trận chung kết với Ý, Fàbregas xuất phát và kiến tạo cho David Silva mở tỷ số trận đấu, sau đó dẫn đến chiến thắng 4–0 cho Tây Ban Nha.

#### FIFA Confederations Cup 2013
Fàbregas được del Bosque điền tên vào đội hình tạm thời dẫn đến Cúp Liên đoàn các châu lục 2013. Anh ấy đã xuất phát hai lần trong cuộc thi và một lần vào sân thay người, tất cả trong suốt vòng bảng của giải đấu, và kiến tạo một bàn thắng trong trận mở màn của Tây Ban Nha với Uruguay, mà Tây Ban Nha thắng 2-1. Tây Ban Nha thắng tất cả các trận vòng bảng của họ, chỉ để lọt lưới một bàn và ghi được 15. Tây Ban Nha lần đầu tiên tiến vào trận chung kết của giải đấu, sau một cuộc đụng độ kéo dài và khó khăn ở bán kết trong trận tái đấu với đối thủ của họ ở chung kết giải vô địch châu Âu năm trước, Ý. Trận đấu kết thúc với tỷ số 0–0 sau hiệp phụ và Tây Ban Nha thắng 7–6 trong loạt sút luân lưu, nhưng cuối cùng bị chủ nhà và đương kim vô địch Brasil đánh bại 3–0 trong trận chung kết .

#### FIFA World Cup 2014
Fàbregas có tên trong danh sách 30 người tạm thời của Tây Ban Nha tham dự World Cup, và cũng có tên trong danh sách cuối cùng tham dự giải đấu. Anh có trận ra mắt đầu tiên tại giải đấu trong trận thua 1–5 trước Hà Lan, thay thế David Silva trong 12 phút cuối cùng. Với việc Tây Ban Nha đã bị loại, anh ấy đã chơi 22 phút trong chiến thắng 3–0 trước Úc trong trận đấu cuối cùng ở vòng bảng, lần này là thay cho Santi Cazorla.

#### UEFA Euro 2016
Vào ngày 31 tháng 3 năm 2015, Fàbregas đeo băng đội trưởng Tây Ban Nha lần đầu tiên, trong trận giao hữu thất bại 0-2 trước Hà Lan tại Amsterdam Arena. Anh có lần khoác áo thứ 100 vào ngày 12 tháng 10 năm 2015, trở thành cầu thủ Tây Ban Nha thứ 10 làm được điều này, trong trận đấu vòng loại UEFA Euro 2016 với Ukraine và Tây Ban Nha đã đủ điều kiện. Trong trận đấu quan trọng của anh ấy tại Sân vận động Olympic ở Kyiv, anh ấy đã được hưởng quả phạt đền trong hiệp một khi bị Oleksandr Kucher phạm lỗi, nhưng quả đá phạt đền của anh ấy đã bị Andriy Pyatov cản phá. Anh đá chính tất cả các trận đấu của Tây Ban Nha tại vòng chung kết, được thay ra ở mỗi trận trong số ba trận vòng bảng và chơi trọn vẹn trận thua trước Ý ở vòng 16 đội đã kết thúc sự tham gia của họ.

#### FIFA World Cup 2018
Fàbregas không được chọn vào đội tuyển Tây Ban Nha tham dự FIFA World Cup 2018 (các đồng đội của anh ở Chelsea là Pedro, Álvaro Morata và Marcos Alonso cũng bị bỏ qua sau mùa giải đáng thất vọng của câu lạc bộ); thay vào đó, anh tham gia BBC với tư cách là nhà phân tích cho giải đấu.

## Thống kê

### Câu lạc bộ
| Câu lạc bộ          | Mùa giải            | Giải vô địch           | Giải vô địch | Giải vô địch | Cúp quốc gia | Cúp quốc gia | Cúp liên đoàn | Cúp liên đoàn | Châu Âu | Châu Âu | Khác | Khác | Tổng cộng | Tổng cộng |
| Câu lạc bộ          | Mùa giải            | Hạng đấu               | Trận         | Bàn          | Trận         | Bàn          | Trận          | Bàn           | Trận    | Bàn     | Trận | Bàn  | Trận      | Bàn       |
| ------------------- | ------------------- | ---------------------- | ------------ | ------------ | ------------ | ------------ | ------------- | ------------- | ------- | ------- | ---- | ---- | --------- | --------- |
| Arsenal             | 2003–04             | Premier League         | 0            | 0            | 0            | 0            | 3             | 1             | 0       | 0       | 0    | 0    | 3         | 1         |
| Arsenal             | 2004–05             | Premier League         | 33           | 2            | 6            | 0            | 1             | 0             | 5       | 1       | 1    | 0    | 46        | 3         |
| Arsenal             | 2005–06             | Premier League         | 35           | 3            | 0            | 0            | 1             | 0             | 13      | 1       | 1    | 1    | 50        | 5         |
| Arsenal             | 2006–07             | Premier League         | 38           | 2            | 2            | 0            | 4             | 0             | 10      | 2       | —    | —    | 54        | 4         |
| Arsenal             | 2007–08             | Premier League         | 32           | 7            | 1            | 0            | 2             | 0             | 10      | 6       | —    | —    | 45        | 13        |
| Arsenal             | 2008–09             | Premier League         | 22           | 3            | 1            | 0            | 0             | 0             | 10      | 0       | —    | —    | 33        | 3         |
| Arsenal             | 2009–10             | Premier League         | 27           | 15           | 1            | 0            | 0             | 0             | 8       | 4       | —    | —    | 36        | 19        |
| Arsenal             | 2010–11             | Premier League         | 25           | 3            | 3            | 2            | 3             | 1             | 5       | 3       | —    | —    | 36        | 9         |
| Arsenal             | Tổng cộng           | Tổng cộng              | 212          | 35           | 14           | 2            | 14            | 2             | 61      | 17      | 2    | 1    | 303       | 57        |
| Barcelona           | 2011–12             | La Liga                | 28           | 9            | 8            | 3            | —             | —             | 9       | 1       | 3    | 2    | 48        | 15        |
| Barcelona           | 2012–13             | La Liga                | 32           | 11           | 7            | 2            | —             | —             | 8       | 1       | 1    | 0    | 48        | 14        |
| Barcelona           | 2013–14             | La Liga                | 36           | 8            | 8            | 4            | —             | —             | 9       | 1       | 2    | 0    | 55        | 13        |
| Barcelona           | Tổng cộng           | Tổng cộng              | 96           | 28           | 23           | 9            | —             | —             | 26      | 3       | 6    | 2    | 151       | 42        |
| Chelsea             | 2014–15             | Premier League         | 34           | 3            | 1            | 0            | 4             | 0             | 8       | 2       | —    | —    | 47        | 5         |
| Chelsea             | 2015–16             | Premier League         | 37           | 5            | 4            | 0            | 0             | 0             | 7       | 1       | 1    | 0    | 49        | 6         |
| Chelsea             | 2016–17             | Premier League         | 29           | 5            | 6            | 0            | 2             | 2             | —       | —       | —    | —    | 37        | 7         |
| Chelsea             | 2017–18             | Premier League         | 32           | 2            | 4            | 0            | 4             | 0             | 8       | 1       | 1    | 0    | 49        | 3         |
| Chelsea             | 2018–19             | Premier League         | 6            | 0            | 1            | 0            | 3             | 1             | 5       | 0       | 1    | 0    | 16        | 1         |
| Chelsea             | Tổng cộng           | Tổng cộng              | 138          | 15           | 16           | 0            | 13            | 3             | 28      | 4       | 3    | 0    | 198       | 22        |
| Monaco              | 2018–19             | Ligue 1                | 13           | 1            | 1            | 0            | 1             | 0             | —       | —       | —    | —    | 15        | 1         |
| Monaco              | 2019–20             | Ligue 1                | 18           | 0            | 2            | 0            | 2             | 0             | —       | —       | —    | —    | 22        | 0         |
| Monaco              | 2020–21             | Ligue 1                | 21           | 2            | 5            | 1            | —             | —             | —       | —       | —    | —    | 26        | 3         |
| Monaco              | 2021–22             | Ligue 1                | 2            | 0            | 0            | 0            | —             | —             | 3       | 0       | —    | —    | 5         | 0         |
| Monaco              | Tổng cộng           | Tổng cộng              | 54           | 3            | 8            | 1            | 3             | 0             | 3       | 0       | —    | —    | 68        | 4         |
| Monaco B            | 2021–22             | Championnat National 2 | 1            | 0            | —            | —            | —             | —             | —       | —       | —    | —    | 1         | 0         |
| Como                | 2022–23             | Serie B                | 17           | 0            | 0            | 0            | —             | —             | —       | —       | —    | —    | 17        | 0         |
| Tổng cộng sự nghiệp | Tổng cộng sự nghiệp | Tổng cộng sự nghiệp    | 518          | 81           | 61           | 12           | 30            | 5             | 118     | 24      | 11   | 3    | 738       | 125       |

1. 1 2 3 4 5 6 7 8 9 10 11 12 13  Ra sân tại UEFA Champions League
2. 1 2 3 4 5  Ra sân tại FA Community Shield
3. ↑  1 lần ra sân và 1 bàn tại UEFA Super Cup, 1 lần ra sân tại Supercopa de España, 1 lần ra sân và 1 bàn tại FIFA Club World Cup
4. 1 2  Ra sân tại Supercopa de España
5. ↑  Ra sân tại UEFA Europa League
6. ↑  2 lần ra sân tại UEFA Champions League, 1 lần ra sân tại UEFA Europa League

### Quốc tế
| Đội tuyển quốc gia | Năm       | Trận | Bàn |
| ------------------ | --------- | ---- | --- |
| Tây Ban Nha        | 2006      | 14   | 0   |
| Tây Ban Nha        | 2007      | 8    | 0   |
| Tây Ban Nha        | 2008      | 15   | 1   |
| Tây Ban Nha        | 2009      | 10   | 4   |
| Tây Ban Nha        | 2010      | 11   | 1   |
| Tây Ban Nha        | 2011      | 4    | 2   |
| Tây Ban Nha        | 2012      | 13   | 3   |
| Tây Ban Nha        | 2013      | 11   | 2   |
| Tây Ban Nha        | 2014      | 8    | 0   |
| Tây Ban Nha        | 2015      | 7    | 1   |
| Tây Ban Nha        | 2016      | 9    | 1   |
| Tổng cộng          | Tổng cộng | 110  | 15  |

Tỷ số và kết quả liệt kê số bàn thắng của Tây Ban Nha trước tiên, cột bàn thắng cho biết tỷ số sau mỗi bàn thắng của Fàbregas.
| #  | Ngày             | Địa điểm                                                | Trận | Đối thủ          | Bàn thắng | Kết quả | Giải đấu                      |
| -- | ---------------- | ------------------------------------------------------- | ---- | ---------------- | --------- | ------- | ----------------------------- |
| 1  | 10 June 2008     | Tivoli-Neu, Innsbruck, Áo                               | 27   | Nga              | 4–1       | 4–1     | UEFA Euro 2008                |
| 2  | 14 June 2009     | Sân vận động Royal Bafokeng, Phokeng, nam Phi           | 39   | New Zealand      | 4–0       | 5–0     | FIFA Confederations Cup 2009  |
| 3  | 9 September 2009 | Estadio Romano, Mérida, Tây Ban Nha                     | 44   | Estonia          | 1–0       | 3–0     | Vòng loại FIFA World Cup 2010 |
| 4  | 10 October 2009  | Sân vận động Cộng hòa Vazgen Sargsyan, Yerevan, Armenia | 45   | Armenia          | 1–0       | 2–1     | Vòng loại FIFA World Cup 2010 |
| 5  | 18 November 2009 | Sân vận động Ernst Happel, Viên, Áo                     | 47   | Áo               | 1–1       | 5–1     | Giao hữu                      |
| 6  | 8 June 2010      | Estadio de La Condomina, Murcia, Tây Ban Nha            | 50   | Ba Lan           | 4–0       | 6–0     | Giao hữu                      |
| 7  | 2 September 2011 | AFG Arena, St. Gallen, Thụy Sĩ                          | 59   | Chile            | 2–2       | 3–2     | Giao hữu                      |
| 8  | 2 September 2011 | AFG Arena, St. Gallen, Thụy Sĩ                          | 59   | Chile            | 3–2       | 3–2     | Giao hữu                      |
| 9  | 10 June 2012     | Stadion Energa Gdańsk, Gdańsk, Ba Lan                   | 64   | Ý                | 1–1       | 1–1     | UEFA Euro 2012                |
| 10 | 14 June 2012     | Stadion Energa Gdańsk, Gdańsk, Ba Lan                   | 65   | Cộng hòa Ireland | 4–0       | 4–0     | UEFA Euro 2012                |
| 11 | 15 August 2012   | Sân vận động Juan Ramón Loubriel, Bayamón, Puerto Rico  | 70   | Puerto Rico      | 2–0       | 2–1     | Giao hữu                      |
| 12 | 6 February 2013  | Sân vận động Quốc tế Khalifa, Doha, Qatar               | 76   | Uruguay          | 1–0       | 3–1     | Giao hữu                      |
| 13 | 8 June 2013      | Sun Life Stadium, Miami Gardens, Hoa Kỳ                 | 79   | Haiti            | 2–0       | 2–1     | Giao hữu                      |
| 14 | 11 June 2015     | Estadio Reino de León, Castile and León, Tây Ban Nha    | 96   | Costa Rica       | 2–1       | 2–1     | Giao hữu                      |
| 15 | 1 June 2016      | Red Bull Arena, Salzburg, Áo                            | 105  | Hàn Quốc         | 2–0       | 6–1     | Giao hữu                      |

## Danh hiệu

### Câu lạc bộ

#### Arsenal
- FA Cup: 2004–05
- FA Community Shield: 2004
- Á quân UEFA Champions League: 2005–06

#### Barcelona
- La Liga: 2012–13
- Copa del Rey: 2011–12
- Supercopa de España: 2011, 2013
- UEFA Super Cup: 2011
- FIFA Club World Cup: 2011

#### Chelsea
- Premier League: 2014–15, 2016–17
- EFL Cup: 2014–15

### Quốc tế
- FIFA World Cup: 2010
- UEFA Euro: 2008, 2012
- Á quân FIFA Confederations Cup: 2013
- Á quân FIFA U-17 World Championship: 2003
- Á quân UEFA European Under-17 Football Championship: 2004

### Cá nhân
- U-17 FIFA chiếc giày vàng: 2002
- U-17 FIFA quả bóng vàng: 2003
- UEFA U-17 European Championship Golden Player: 2004
- Giải thưởng Bravo dành cho cầu thủ trẻ xuất sắc nhất châu Âu: 2010
- UEFA Team of the Year: 2006
- Cầu thủ xuất sắc trong tháng của FA Premier league: tháng 1 năm 2007, tháng 9 năm 2007
- Cầu thủ trẻ xuất sắc nhất mùa giải của FA Premier league: 2008
- PFA Team of the Year: 2008
- UEFA Team of the Tournament: 2008